# Blackheath (Londres)
Blackheath é um distrito do sudeste de Londres, Reino Unido, abrangendo os boroughs de Greenwich e Lewisham. Possui fronteiras com partes dos centros de Londres em Lewisham e Greenwich, e outras fronteiras com Lee, Kidbrooke e uma pequena parte de Deptford.